# Liste des évêques de Savone
La liste des évêques des Savone recense les noms des évêques qui se sont succédé sur le siège épiscopal de Savone en Italie. 
Le diocèse de Savone est créé au Xe siècle et est uni en 1820 au diocèse de Noli créé au XIIIe siècle. Il devient l'actuel diocèse de Savone-Noli en 1986.

## Liste des évêques

### Sont évêques de Savone
- Benoît † (680)
- Bernard † ( 992)
- Jean  Ier † ( 999)
- Ardemano † (1014)
- Antellino] † (1028)
- Brissiano † ( 1046)
- Ami † ( 1049)
- Giordano † (v.  1080 )
- Pietro Grossolano † (1098 - 1102 )
- Pietro Grossolano † (1116 - 6 août 1117 ) (deuxième fois)
- Guillaume † (1117 - 1119 )
- Octavien de Quingey, O.S.B. † (1119 - 1128 )
- Aldizio † (1128 - 1142)
- Vidone Lomello † ( 1179)
- Ambrogio Del Carretto † (v.  1183 -  1192)
- Bonifacio Ier † ( 1193 - v. 1199)
- Guala † ( 1199)
- Antoine Ier de' Saluzzi † ( 1200)
- Pierre † ( 1206)
- Albert de Novara † (1221 - 1230 )
- Enrico † (1230 -  1239)
- Boniface II † (1251 - 1251)
- Coonrad d'Ancisa † (1251 - 1264)
- Ruffino Colombo † (1278 - 1287)
- Enrico Ponsoni † (1288 - 1292)
- Gregorio † (1297 - ?)
- Gualtiero di Maus, O.P. † (1303 - ?)
- Giacomo Cadarengo † (1305 - 1311)
- Federico Cibo † (1317 - 1342 )
- Paolo Gherardo de' Vasconi, O.S.A. † (1342 - 1355 o 1356 )
- Antoine II de' Saluzzi † (1356 - 1380 )
- Dominic  de Lagne, O.P. † (1380 - 1384 )
- Antonio Viale † (1384 - 1394)
- Giovanni Firmoni † (1394 - 22 janvier 1406)
- Filippo Ogerio † (1406 - 1412 )
- Pietro Spinola, O.S.B. † (1412 - 1414)
- Vincenzo Viale † (2 juillet 1415 - 1442 )
- Valerio Calderina † (6 février 1442 - 5 novembre 1466 )
- Giovanni Battista Cibo † (5 novembre 1466 - 1472)
- Pietro Gara, O.P. † (16 septembre 1472 - 1499 )
  - Giuliano della Rovere † (20 septembre 1499 - 24 janvier 1502) (administrateur apostolique)
- Galeotto della Rovere  † (24 janvier 1502 - 1504)
- Giacomo Giuppo della Rovere †  (6 mars 1504 - 1510  )
- Raffaele Riario † (5 décembre 1511 - 9 avril 1516)
- Tommaso Riario † (9 avril 1516 - 30 juin 1528 )
  - Agostino Spinola † (17 juillet 1528 - 18 octobre 1537) (administrateur apostolique)
- Giacomo Fieschi † (22 octobre 1537 - 1545 ou 1546)
- Nicolò Fieschi † (12 février 1546 - 1562 )
- Carlo Grimaldi † (1562 - 1564)
- Nicolò Fieschi † (1564 - 1564 ) (deuxième fois)
- Gian Ambrogio Fieschi † (9 juillet 1564 - 1576)
- Cesare Ferrero † (10 mai 1576 - 12 février 1581 )
- Domenico Grimaldi † (12 février 1581 - 14 mars 1584 )
- Giovanni Battista Centurione † (8 juin 1584 - 1587 )
- Pierre-François Costa (Pier Francesco) † (1587 - 29 novembre 1624)
- Francesco Maria Spinola, C.R. † (8 juin 1624 - 8 août 1664)
- Stefano Spinola, C.R.S. † (15 décembre 1664 - 1682)
- Vincenzo Maria Durazzo, C.R. † (décembre 1683 - 3 juin 1722)
- Agostino Spinola, C.R.S. † (23 septembre 1722 - 1755)
- Ottavio Maria de Mari, C.R.S. † (15 décembre 1755 - 1775)
- Domenico Maria Gentile † (29 janvier 1776 - 24 septembre 1804)
- Vincenzo Maria Maggioli † (24 septembre 1804 - 29 janvier 1820)
- Giuseppe-Vincenzo Airenti, O.P. † (2 octobre 1820 - 25 novembre 1820)

### Sont évêques de Savone et Noli
- Giuseppe-Vincenzo Airenti, O.P. † (2 octobre 1820 - 5 juillet 1830), nommé archevêque de Gênes
- Agostino-Maria de Mari † (15 avril 1833 - 14 décembre 1840)
- Alessandro Riccardi di Netro † (24 janvier 1842 - 22 février 1867), nommé archevêque de Turin
- Giovanni Bapt. Cerruti † (22 février 1867 - 21 mars 1879)
- Giuseppe Boraggini † (12 mai 1879 - 30 avril 1897)
- Giuseppe Salvatore Scatti † (15 février 1898 - 30 juin 1926)
- Pasquale Righetti † (20 décembre 1926 - 7 juillet 1948)
- Giovanni Battista Parodi † (14 septembre 1948 - 15 juillet 1974)
- Franco Sibilla † (15 juillet 1974 - 8 septembre 1980), nommé évêque d'Asti
- Giulio Sanguineti (15 décembre 1980 - 30 septembre 1986)

### Sont évêques de Savone-Noli
- Giulio Sanguineti (30 septembre 1986 - 7 décembre 1989), nommé évêque de La Spezia-Sarzana-Brugnato
- Roberto Amadei † (21 avril 1990 - 21 novembre 1991), nommé évêque de Bergame
- Dante Lafranconi (7 décembre 1991 - 8 septembre 2001), nommé évêque de Crémone
- Domenico Calcagno (25 janvier 2002 - 7 juillet 2007), nommé secrétaire de l'APSA
- Vittorio Lupi (30 novembre 2007 - 20 octobre 2016)
- Calogero Marino (depuis le 20 octobre 2016)

## Sources et références
- (en) Fiche du diocèse sue catholic-hierarchy.org